# Ludwig Treplin
Ludwig Wilhelm Karl Hermann Treplin (* 14. Oktober 1834 in Genthin; † 2. September 1924 in Leipzig) war ein deutscher Jurist, Reichsanwalt und Senatspräsident am Reichsgericht.

## Leben
Er besuchte bis 1854 das Magdeburger Pädagogium zum Kloster Unser lieben Frauen und studierte dann Rechtswissenschaften. Während seines Studiums wurde er 1854 Mitglied der Bonner Burschenschaft Frankonia. 1856 war das Jahr seiner Vereidigung auf den preußischen Landesherrn und Treplin wurde Auskultator. 1858 wurde er Referendar und 1861 Gerichtsassessor im Kammergerichtsbezirk. 1866 erfolgte die Ernennung zum Staatsanwaltsgehilfen. 1867 folgte die Beförderung zum Staatsanwalt in Bergen. Zur Staatsanwaltschaft beim Kammergericht wurde er 1869 versetzt und war dort II. Staatsanwalt. 1870 wurde er Kronanwalt in Aurich, 1873 in Celle, 1878 in Osnabrück. 1879 ernannte man ihn zum I. Staatsanwalt. 1882 kam er als Hilfsarbeiter zur Reichsanwaltschaft. Er vertrat 1883 die Anklage gegen die Anarchistengruppe rund um August Reinsdorf und Emil Küchler, die aus Anlass der Einweihung des Niederwalddenkmals ein gescheitertes Attentat auf Kaiser Wilhelm I. verübten. Er war 1883 auch Ankläger im Prozess gegen Józef Ignacy Kraszewski, der bezichtigt wurde für den französischen Geheimdienst zu arbeiten. 1885 wurde er Reichsanwalt. 1897 kam er an das Reichsgericht als Senatspräsident des III. Strafsenat. Er leitete den Hochverratsprozess gegen Karl Liebknecht vom 9. Oktober bis 12. Oktober 1907. Beim Festakt zum 25-jährigen Jubiläum des Reichsgerichts am 1. Oktober 1904 verlieh ihm die Universität Leipzig den Dr. iur. h. c.
1907 wurde er Vorsitzender des „Vereins für öffentliche Rechtsauskunft in Leipzig“. 1908 trat er in den Ruhestand.

## Familie
Er war evangelisch. Treplin war der älteste Sohn des Wegebauinspektors Ludwig Treplin, 1849–1852 Abgeordneter der II. Kammer des Preußischen Landtags. Treplin heiratete 1872 Helene Wiarda, Tochter des Christian Heinrich Wiarda (1809–1879), Obergerichtspräsident in Aurich. Die Tochter Sophia (1874–1968) heiratete 1898 den sächsischen Landgerichtspräsidenten Horst von Einsiedel-Syhra (1863–1934). Der Rechtsbibliothekar Heinrich Treplin (1884–1970) war sein Sohn. 

## Werke
- Ein ernstes Wort über Schäden in Preßsachen, Leipzig 1909.

## Ehrungen
- 1907 Wirklicher Geheimer Rat mit dem Prädikat Exzellenz[8]